# 234

## Починали
- Уей Ян, китайски военачалник